# Tsaghkashen (Gegharkunik)
Tsaghkashen es una localidad del raión de Gavarr, en la provincia de Gegharkunik, Armenia, con una población censada en octubre de 2011 de 470 habitantes. 
Se encuentra ubicada al oeste de la provincia, cerca de la costa occidental del lago Seván y de la frontera con la provincia de Kotayk'.